# NAGI
『NAGI』（なぎ）は花見沢Q太郎の漫画作品である。『ヤングキングアワーズ』（少年画報社）2003年8月号から2004年6月号に掲載。単行本全1巻（少年画報社）。
表紙には「NAGI」と題名があり、「ナギ」とカタカナで読み仮名が書いてあるが、本編中の名前はすべて「凪」で、読み仮名も「なぎ」に統一されている。「NAGI」、「ナギ」は表紙にのみ使用されていることになる。

## 作品概要
美少女剣士を主人公とした物語。青年誌での掲載ということもありお色気シーンはふんだんにある。作者自らが『あずみ』からのインスパイヤであることを明言している。作者初めての時代劇のため資料を調べるのに苦労したらしく、アクション物も作者の得意ではなかったという。またコメディとシリアスのバランスも難しかったとのこと（単行本アトガキより）。本作は花見沢の他作品（例：『冒険どきの私達伝説』）と比べても、めずらしく笑いが少なく、血生臭いシーンが多い。

## あらすじ
大玄老（だいげんろう）という剣術の達人の生み出した「夢玄流（むげんりゅう）」はその息子のとき二つの流派に分かれた。すなわち、玄一郎（げんいちろう）の「七天夢玄流（しちてんむげんりゅう）」と里松二九郎（さとまつふたくろう）の「南辰夢玄流（なんしんむげんりゅう）」である。玄一郎の七天夢玄流は裏社会の日本征服を考え、邪魔な南辰夢玄流の絶滅を計った。そしてついに、九州の有明海の小島に孫娘凪（なぎ）と二人暮しの里松二九郎が南辰夢玄流の最後の生き残りとなり、この息の根を止めるべく、白炎、紅煙の二人が手下を引き連れてやってきた。多勢に無勢、二九郎は切り殺されてしまう。ところが、無力な小娘と思われていた少女凪（ナギ）は物心ついたころから剣技を仕込まれた南辰夢玄流の達人で、刺客をすべて切り殺して祖父の敵をとってしまう。祖父が死の直前に教えてくれた、おまえの母は生きて松前（北海道）にいるという言葉を頼りに、愛犬カエサルとともに松前をめざして旅を開始した。しかし、凪が南辰夢玄流の後継者だという情報は漏れてしまっており、凪とカエサルは行くあちこちで七天夢玄流に襲われることになる。

## 主要登場人物
凪（なぎ）
主人公。美少女剣士。長い黒髪を無造作に後で束ねている。特徴的なのは大きく見開いた吊り目で、虹彩（黒目）が縦長。前髪でネコミミを作っている。あちこち破れた、裾の短い服装をしており、下着も着けていないようである。祖父に物心ついた頃から剣技を教え込まれ、少女ながらに南辰夢玄流の剣の達人。稽古中に祖父の片腕を切り落としてしまったことがあるらしい。身の軽さも忍者並み。何度も死にかけになりながらもその度に介抱されて蘇生しており、生命力も強い。祖父と有明海の小島で二人静かに暮らしていたが、七天夢玄流の手先に襲われ祖父は命を失う。祖父の遺言の、母は松前にいるという言葉を信じ、愛犬カエサルと二人で旅立つ。しかし、松前がどこにあるのか両者とも知らない。
旅の目標は松前だが、正義感が強く随所で出会う悪漢どもの狼藉には容赦しない。
里松 二九郎（さとまつ ふたくろう）
凪の父方の祖父。父大玄老の生み出した夢玄流を受け継いだが、思想上の違いから兄弟の玄一郎と袂を分かち「南辰夢玄流」を開く。玄一郎の、南辰夢玄流絶滅作戦の中、自分の流派を知るのは、自分と孫娘凪だけになってしまった。隠れるように、凪と島の生活を送っていたが、そこにも玄一郎の七天夢玄流の手先が現れたため、凪を逃がし自分は殺されてしまう。
カエサル：犬
犬とは言え、時代劇の登場キャラクターだが、「カエサル」という名前である。凪などと会話しているが、これはカエサルが人語を解するわけではなく、念話に類するものらしい。凪が小さいころ祖父が拾ってきて、それ以来、凪とともに生活してきた、凪の唯一の友達。戦闘シーンでの目立った活躍は無いが、一応強いという設定になっており、谷川で溺れた凪を救ったこともある。
狼武（ろうぶ）
別名「黒燕の狼武」。神出鬼没の謎の男。着物の両袖に「死」と大きく書いてある。敵か味方かわからなかったが、実は七天夢玄流に属するが、10歳の頃村が襲われやむなく七天夢玄流に入ったとのこと。その時彼の命乞いをしてくれたのが凪の母七重（ななえ）だった。サイコロを投げたり変わった技を使う。いきあたりばったりで旅をしていた凪たちの道案内をし、これによって旅はまともな方向に向かう。
七重（ななえ）
凪の母。七天夢玄流の総帥玄一郎の娘。南辰夢玄流の総帥二九郎の息子三蔵（つまり従兄弟）との恋に落ちた。敵同士の恋という典型的パターンだが、二人の間の子が産まれ、それが凪だということらしい（赤ん坊の時から髪はネコミミ形）。凪は二九郎に預けられる。凪出産後は松前に幽閉されたらしい。上記狼武を助けたのがどの時期に該当するかは不明。幽閉中は、機会を見て父玄一郎を殺そうと、10年間も鏡を研いでおり、優しい性格ながらかなり執念深い部分もある。
玄一郎（げんいちろう）
凪の母方の祖父。父大玄老の生み出した夢玄流を受け継いだが、剣を支配の道具と考え「七天夢玄流」を開き、「南辰夢玄流」を全滅させようとする。自分の孫を殺し、自分の娘を犯して子供を産ませようと考える老人。
玄四郎（げんしろう）
七重の兄（または弟）。凪にとっては母方の叔父にあたる。現在、七天夢玄流の当主なので、祖父の仇のボスでもある。狼武にとっては家族の仇のボス。切りかかる狼武を倒し、凪と切り合いながら夢玄流の秘密を凪に明かす。結局凪にまっぷたつにされ、七天夢玄流の本拠地は壊滅してしまう。
白炎（びゃくえん）
七天夢玄流の配下。初めに島に部下を引き連れ乗り込んできた。目的の二九郎は倒せたが、凪にやられて全滅してしまう。凪を自分の女にしようと目をつける。
紅煙（こうえん）
七天夢玄流の配下。白炎とともに有明海まで二九郎を追ってきた。坊主頭に出血と見まごう赤い刺青をしている。秘剣直進剣の使い手だったが凪の一太刀で殺される。
金円（きんえん）
七天夢玄流の配下。別名「独楽使いの金円」。肥満した不気味な坊主頭の怪人。温泉宿に居座り、凪が乗り込んでくるのを待ち受けていた。殺人独楽をつかうが凪の機知で倒されてしまう。女を弄ぶ時も独楽のようにひたすら帯を引っ張って回すのが趣味。
民衆
強者に虐げられる民衆。凪によって救われたり、手遅れで殺されたりする。農民が多く、本編では有明海の凪たちのいた島の近くの漁民、温泉宿の人々、凪たちに宿を貸した山奥の老夫婦、狼武が幼い頃の村人などが、いずれも七天夢玄流の一味によって殺されたり、弾圧されたりしている。

## 単行本
- NAGI 2004年06月発行 ISBN 4-7859-2438-1